# CF Fuenlabrada
Club de Fútbol Fuenlabrada, SAD là một đội bóng đá Tây Ban Nha có trụ sở tại Fuenlabrada, trong cộng đồng tự trị của Madrid. Được thành lập vào năm 1975, đội chơi ở Segunda División B - Nhóm 1, đội thi đấu các trận đấu trên sân nhà tại Estadio Fernando Torres, với sức chứa 7.500 chỗ ngồi.

## Lịch sử
Fuenlabrada được thành lập vào năm 1975. Năm 1986, đội lần đầu tiên được thăng hạng lên Tercera Division. Đội trở lại Segunda Division B trong 30 năm tiếp theo. Vào ngày 2 tháng 6 năm 2019, Fuenlabrada lần đầu tiên thăng hạng lên Segunda División bằng cách đánh bại Recreativo Huelva với chiến thắng lượt đi 3-0 trên sân nhà và trận lượt về hòa 1-1 trên sân khách.

## Thi đấu theo từng mùa
| Mùa     | Hạng | Giải     | Vị trí | Copa del Rey |
| ------- | ---- | -------- | ------ | ------------ |
| 1975/76 | 8    | 3ª Cat.  | 3rd    |              |
| 1976/77 | 7    | 3ª Pref. | 2nd    |              |
| 1977/78 | 7    | 2ª Cat.  | 12th   |              |
| 1978/79 | 7    | 2ª Cat.  | 11th   |              |
| 1979/80 | 7    | 2ª Cat.  | 4th    |              |
| 1980/81 | 6    | 1ª Cat.  | 10th   |              |
| 1981/82 | 6    | 1ª Cat.  | 1st    |              |
| 1982/83 | 5    | Pref.    | 8th    |              |
| 1983/84 | 5    | Pref.    | 4th    |              |
| 1984/85 | 5    | Pref.    | 4th    |              |
| 1985/86 | 5    | Pref.    | 2nd    |              |
| 1986/87 | 4    | 3ª       | 18th   |              |
| 1987/88 | 4    | 3ª       | 6th    |              |
| 1988/89 | 4    | 3ª       | 5th    |              |
| 1989/90 | 4    | 3ª       | 2nd    |              |
| 1990/91 | 4    | 3ª       | 2nd    | Second round |
| 1991/92 | 4    | 3ª       | 10th   | Second round |
| 1992/93 | 4    | 3ª       | 1st    |              |
| 1993/94 | 4    | 3ª       | 2nd    |              |
| 1994/95 | 3    | 2ªB      | 16th   | Second round |
| 1995/96 | 3    | 2ªB      | 11th   |              |

| Mùa     | Hạng | Giải | Vị trí | Copa del Rey |
| ------- | ---- | ---- | ------ | ------------ |
| 1996/97 | 3    | 2ªB  | 6th    |              |
| 1997/98 | 3    | 2ªB  | 9th    |              |
| 1998/99 | 3    | 2ªB  | 8th    |              |
| 1999/00 | 3    | 2ªB  | 13th   |              |
| 2000/01 | 3    | 2ªB  | 16th   |              |
| 2001/02 | 4    | 3ª   | 5th    |              |
| 2002/03 | 4    | 3ª   | 3rd    |              |
| 2003/04 | 3    | 2ªB  | 9th    |              |
| 2004/05 | 3    | 2ªB  | 16th   |              |
| 2005/06 | 3    | 2ªB  | 6th    |              |
| 2006/07 | 3    | 2ªB  | 10th   | Second round |
| 2007/08 | 3    | 2ªB  | 18th   |              |
| 2008/09 | 4    | 3ª   | 10th   |              |
| 2009/10 | 4    | 3ª   | 5th    |              |
| 2010/11 | 4    | 3ª   | 8th    |              |
| 2011/12 | 4    | 3ª   | 1st    |              |
| 2012/13 | 3    | 2ªB  | 6th    | First round  |
| 2013/14 | 3    | 2ªB  | 6th    | Second round |
| 2014/15 | 3    | 2ªB  | 12th   | Second round |
| 2015/16 | 3    | 2ªB  | 11th   |              |
| 2016/17 | 3    | 2ªB  | 3rd    |              |

| Mùa     | Hạng | Giải | Vị trí | Copa del Rey |
| ------- | ---- | ---- | ------ | ------------ |
| 2017/18 | 3    | 2ªB  | 3      | Vòng 32      |
| 2018/19 | 3    | 2ªB  | 1      | Hiệp hai     |
| 2019/20 | 2    | 2ª   |        |              |

- 1 mùa ở Segunda
- 18 mùa ở Segunda División B
- 14 mùa ở Tercera División

## Cầu thủ

### Đội hình hiện tại
Tính đến 2 tháng 3 năm 2023.
Ghi chú: Quốc kỳ chỉ đội tuyển quốc gia được xác định rõ trong điều lệ tư cách FIFA. Các cầu thủ có thể giữ hơn một quốc tịch ngoài FIFA.
| Số | VT | Quốc gia        | Cầu thủ                            |
| -- | -- | --------------- | ---------------------------------- |
| 1  | TM | Tây Ban Nha     | Pol Freixanet                      |
| 3  | TV | Tây Ban Nha     | Diego Aguirre                      |
| 4  | HV | Tây Ban Nha     | Alejandro Sotillos                 |
| 6  | TĐ | Guinea Xích Đạo | Iban Salvador                      |
| 7  | TV | Pháp            | Enzo Zidane                        |
| 8  | TV | Tây Ban Nha     | Cristóbal Márquez                  |
| 9  | TĐ | Tây Ban Nha     | Diego García (cho mượn từ Leganés) |
| 10 | TV | Tây Ban Nha     | Álvaro Bravo                       |
| 11 | TV | Tây Ban Nha     | Santi Jara                         |
| 13 | TM | Bỉ              | Álex Craninx                       |

| Số | VT | Quốc gia    | Cầu thủ                                   |
| -- | -- | ----------- | ----------------------------------------- |
| 14 | HV | Tây Ban Nha | Álvaro Barbosa                            |
| 15 | HV | Tây Ban Nha | Manu Lama                                 |
| 16 | TĐ | Tây Ban Nha | David Vilán (cho mượn từ Atlético Madrid) |
| 17 | TĐ | Tây Ban Nha | Fer Ruiz                                  |
| 18 | TV | Tây Ban Nha | Ramón Bueno (cho mượn từ Córdoba)         |
| 19 | HV | Tây Ban Nha | Mikel Iribas (đội trưởng)                 |
| 20 | HV | Tây Ban Nha | Sergio Cubero (cho mượn từ Eibar)         |
| 21 | TV | Ghana       | Stephen Buer                              |
| 22 | HV | Tây Ban Nha | Aleix Coch                                |

### Đội dự bị
Ghi chú: Quốc kỳ chỉ đội tuyển quốc gia được xác định rõ trong điều lệ tư cách FIFA. Các cầu thủ có thể giữ hơn một quốc tịch ngoài FIFA.
| Số | VT | Quốc gia    | Cầu thủ              |
| -- | -- | ----------- | -------------------- |
| 25 | HV | Tây Ban Nha | Iñaki León           |
| 26 | TM | Tây Ban Nha | Alejandro Caravantes |
| 27 | TĐ | Tây Ban Nha | David Amigo          |
| 28 | TV | Tây Ban Nha | Aarón Sánchez        |
| 29 |    | Tây Ban Nha | Iván Chamadoira      |

| Số | VT | Quốc gia        | Cầu thủ                              |
| -- | -- | --------------- | ------------------------------------ |
| 31 | TM | Tây Ban Nha     | Adrián Quintela                      |
| 32 | HV | Tây Ban Nha     | Álvaro García (cho mượn từ Espanyol) |
| 34 | TV | Tây Ban Nha     | Adal Hernando                        |
| 40 | TV | Guinea Xích Đạo | Juanpe Bonoha                        |

### Cho mượn
Ghi chú: Quốc kỳ chỉ đội tuyển quốc gia được xác định rõ trong điều lệ tư cách FIFA. Các cầu thủ có thể giữ hơn một quốc tịch ngoài FIFA.
| Số | VT | Quốc gia | Cầu thủ                                                             |
| -- | -- | -------- | ------------------------------------------------------------------- |
| —  | TV | Perú     | Aldair Fuentes (tại Alianza Lima cho đến ngày 31 tháng 12 năm 2024) |

## Ban lãnh đạo đội bóng
| Chức vụ                  | Tên                 |
| ------------------------ | ------------------- |
| Huấn luyện viên          | Alfredo Sánchez     |
| Trợ lý HLV               | Rubén Anuarbe       |
| HLV thể lực              | Chamo               |
| HLV thủ môn              | Dele                |
| Bác sĩ trị liệu          | Antonio Javi        |
| Nhà phân tích chuyên môn | Miguel Ángel Sierra |
| Nhà đọc thể thao         | Joselu              |
| Bác sĩ trưởng            | Juan Manuel Blanco  |
| Nhà dinh dưỡng học       | Kevin Ardón         |
| Kitman                   | Baba Sule Jota      |

Cập nhật lần cuối: 2 tháng 3 năm 2023
Nguồn: CF Fuenlabrada (bằng tiếng Tây Ban Nha)

## Đội dự bị
Đội dự bị của Fuenlabrada được thành lập vào năm 2015 và hiện đang chơi ở Preferente de Madrid - Nhóm 2.

## Cầu thủ nổi tiếng
- Dyron Daal
- Rubén Anuarbe
- Basilio
- Guti

## Huấn luyện viên nổi tiếng
- Cosmin Contra
- Antonio Calderón